# آیریش ریل
آیریش ریل (انگلیسی: Irish Rail) شرکت ترابری ریلی ایرلندی است، که در سال ۱۹۸۷ تأسیس شد.